# Gare de Martouzin
La gare de Martouzin est une ancienne halte ferroviaire belge de la ligne 166 de Dinant à Bertrix, située à Martouzin-Neuville, section de la commune de Beauraing, dans la province de namur en Région wallonne.
Mise en service en 1898, elle ferme en 1979.

## Situation ferroviaire
Établie à 227 m d’altitude, la gare de Martouzin était située au point kilométrique (PK) 63,0 de la ligne 166, de Y Neffe (Dinant) à Bertrix, entre la gare ouverte de Beauraing et celle fermée de Pondrôme. Le tunnel de Martouzin (ou tunnel de Pondrôme) se trouve à la sortie de la halte en direction de Pondrôme.

## Histoire
Le point d’arrêt de Martouzin, dépendant de la gare de Pondrôme, est mis en service le 1er août 1898 par l’Administration des chemins de fer de l’État belge qui inaugure le même jour la section de Beauraing à Pondrôme du chemin de fer d’Athus à la Meuse. La ligne est parcourable sur toute sa longueur à partir de l’automne 1899.
Pour s’extraire de la dépression Fagne-Famenne, où se trouve la plaine de Beauraing et le village de Martouzin, la ligne effectue une courbe en S avec une rampe en ligne droite longeant la crête de la colline en surplomb, qu’elle franchit par le tunnel de Martouzin.
Pour cette raison, le point d’arrêt est disposé sur la colline, à l’écart du village. Les voyageurs y parvenaient au terme d’une importante montée.
Martouzin est dotée d’un bâtiment des recettes de plan type 1893 réduit à sa plus simple expression, sans aile latérale pour la salle d’attente et les petites marchandises. Il est similaire, tant par la disposition que l’agencement des façades en pierre de taille, à celui de la gare de Sovet sur la ligne du Bocq.
Le trafic étant fort réduit, l’arrêt de Martouzin ferme à plusieurs reprises — de 1915 à 1920 et de 1924 à 1926 — avant de fermer pour de bon le 27 mai 1979. Le bâtiment des recettes sert désormais d’habitation.